# Thượng Hóa
Thượng Hóa là một xã thuộc huyện Minh Hóa, tỉnh Quảng Bình, Việt Nam.

## Địa lý
Xã Thượng Hóa nằm ở cực nam của huyện Minh Hóa, có vị trí địa lý:
- Phía tây nam giáp Lào
- Phía nam và phía đông giáp huyện Bố Trạch
- Phía đông bắc giáp xã Tân Hóa
- Phía bắc giáp xã Trung Hóa
- Phía tây bắc giáp xã Hóa Sơn.

Xã Thượng Hóa có diện tích 354,74 km², dân số thời điểm năm 2019 là 3.052 người, mật độ dân số đạt 9 người/km².
Đây là một xã miền núi gần với vùng đệm Vườn quốc gia Phong Nha-Kẻ Bàng.

## Hành chính
Xã Thượng Hóa có 9 thôn, bản được chia thành 5 thôn: Hát, Khai Hóa, Phú Nhiêu, Quyền, Tiến Hoá và 4 bản: Mò O Ồ Ồ, Ón, Phú Minh, Yên Hợp.